# (Ne)šťastně až na věky
(Ne)šťastně až na věky (v anglickém originále Happily N'Ever After) je americko-německá animovaná komedie z roku 2006 režírovaná Paulem J. Bolgerem a Yvette Kaplanovou. Scénář k ní napsal Rob Moreland. Film je inspirován pohádkami bratří Grimmů a Hanse Christiana Andersena a volně vychází z německého animovaného televizního seriálu Simsala Grimm z roku 1999. Jeho název je opakem klišé „happily ever after“ (šťastně až do smrti); jméno je zkráceno apostrofem mezi písmeny N a E. Hlavní role namluvili Sarah Michelle Gellar, Freddie Prinze Jr., Andy Dick, Wallace Shawn, Patrick Warburton, George Carlin a Sigourney Weaver.
Film měl premiéru 16. prosince 2006 v americkém Westwoodu a do kin byl uveden 5. ledna 2007 společností Lionsgate. Na DVD a Blu-ray byl vydán 1. května téhož roku. Film byl negativně přijat kritiky i diváky a celosvětově utržil pouze 38 milionů dolarů při rozpočtu 47 milionů dolarů.
Přestože film nezaznamenal úspěch v tržbách ani u kritiků, bylo 24. března 2009 vydáno na domácím videu přímé pokračování s názvem Sněhurka (ne)šťastná až navěky.

## Synopse
Popelka je pozvána na královský ples, což se nelíbí její maceše, které se nelíbí představa, že by se Popelka mohla provdat za prince. Popelka se snahám macechy tomu zabránit vzepře.